# Palicourea tomentosa
 (décembre 2024).
La mise en forme du texte ne suit pas les recommandations de Wikipédia : il faut le « wikifier ».
Les points d'amélioration suivants sont les cas les plus fréquents :
- Les titres sont pré-formatés par le logiciel. Ils ne sont ni en capitales, ni en gras.
- Le texte ne doit pas être écrit en capitales (les noms de famille non plus), ni en gras, ni en italique, ni en « petit »…
- Le gras n'est utilisé que pour surligner le titre de l'article dans l'introduction, une seule fois.
- L'italique est rarement utilisé : mots en langue étrangère, titres d'œuvres, noms de bateaux, etc.
- Les citations ne sont pas en italique mais en corps de texte normal. Elles sont entourées par des guillemets français : « et ».
- Les listes à puces sont à éviter, des paragraphes rédigés étant largement préférés. Les tableaux sont à réserver à la présentation de données structurées (résultats, etc.).
- Les appels de note de bas de page (petits chiffres en exposant, introduits par l'outil «  Source ») sont à placer entre la fin de phrase et le point final[comme ça].
- Les liens internes (vers d'autres articles de Wikipédia) sont à choisir avec parcimonie. Créez des liens vers des articles approfondissant le sujet. Les termes génériques sans rapport avec le sujet sont à éviter, ainsi que les répétitions de liens vers un même terme.
- Les liens externes sont à placer uniquement dans une section « Liens externes », à la fin de l'article. Ces liens sont à choisir avec parcimonie suivant les règles définies. Si un lien sert de source à l'article, son insertion dans le texte est à faire par les notes de bas de page.
- La présentation des références doit suivre les conventions bibliographiques. Il est recommandé d'utiliser les modèles {{Ouvrage}}, {{Chapitre}}, {{Article}}, {{Lien web}} et/ou {{Bibliographie}}. Le mode d'édition visuel peut mettre en forme automatiquement les références.
- Insérer une infobox (cadre d'informations à droite) n'est pas obligatoire pour parachever la mise en page.

Pour une aide détaillée, merci de consulter Aide:Wikification.
Si vous pensez que ces points ont été résolus, vous pouvez retirer ce bandeau et améliorer la mise en forme d'un autre article.
Espèce
Synonymes
- Callicocca tomentosa (Aubl.) J.F. Gmel.
- Cephaelis barcellana (Müll. Arg.) Standl.
- Cephaelis hirsuta M. Martens & Galeotti
- Cephaelis tomentosa (Aubl.) Vahl
- Cephaelis tomentosa (Aubl.) Willd.
- Evea tomentosa (Aubl.) Standl.
- Psychotria barcellana Müll. Arg.
- Psychotria poeppigiana Müll. Arg.
- Psychotria poeppigiana subsp. barcellana (Müll. Arg.) Steyerm.
- Psychotria tomentosa (Aubl.) Müll. Arg.
- Tapogomea tomentosa Aubl. - Basionyme
- Uragoga poeppigiana (Müll. Arg.) Kuntze
- Uragoga tomentosa (Aubl.) K. Schum.[2]

Palicourea tomentosa (anciennement Psychotria poeppigiana Müll. Arg.) est une espèce de plantes de la famille des Rubiaceae.

Cette espèces très voyante avec ses bractées aux couleurs vives, ses fleurs jaunes et ses fruits bleus, est une des plus fréquemment collectées par les botanistes dans les néotropiques.

En Guyane, on l'appelle Radié zoré (créole), Apɨakwalaɨ poã (Wayãpi), Maoksikan aβey (Palikur), Lábios de puta (Portugais), Lebi koko ede (Aluku).
Au Suriname, on l'appelle Koejatta enaka, Paipayodapiri, Pakira ponapiri (Karib).
Au Venezuela, on l'appelle Kowa-wakaanamahu (Yanomami), Oreja de picure, Oreja de rabo pelado, Tulipán, Tulipán rojo montañero (Espagnol).
Ailleurs, on l'appelle encore Kissing lips, Hot Lips (anglais), Labios Ardientes (espagnol).

## Description
Palicourea tomentosa est un sous-arbrisseau ou un arbuste érigé, simple ou peu ramifié, strigeux ou hirsute, pouvant atteindre 0,3 à 3,5 m de haut.
Les tige sont cylindriques, densément velues, devenant glabrescentes.
Le pétiole est long de 0,4 à 2(5) cm de long, densément velu. 
Le limbe est herbacé, de forme oblongue ou étroitement elliptique, mesurant (7)9-16(30) cm x (2,5)4-8(11,5) cm, caudé-acuminé à l'apex, aigu ou contracté à la base, légèrement scabre-pubescent dessus, et légèrement pubescent dessous.
La nervure médiane est saillante sur les deux faces, densément pubescente sur la face inférieure.
On compte 12-14 paires de nervure secondaires.
Les stipules forment une gaine longue de (2)4(5) mm, avec des lobes étroitement triangulaires, longs de (4-)11 mm, densément pubescents à l'extérieur, glabre à l'intérieur, avec de nombreuses glandes subulées longes de 4 mm.
On observe un anneau de poils à l'aisselle. 
L'inflorescence terminale est un capitule mesurant 1,5–3 × 1–2 cm (sans les bractées), porté par une pédoncule densément hirsute, long de 0,5–12(22) cm.
Ce capitule est entouré de 2 bractées involucrales, orange à rouge, longues de 3–7 cm, à base connée, légèrement velues sur les deux faces ; les parties inférieures formant une coupe hémisphérique légèrement aplatie, d'environ 2 cm de diamètre.
Les coussinets supérieurs sont ovales, larges et longs de 3 à 4 cm, aigus, étalés, avec à l'intérieur de cette paire une paire de bractées ovales-orbiculaires, larges de 1 cm, hautes, aiguës, glabres à l'intérieur et villeuses à l'extérieur.
Les bractées et bractéoles sont étroitement spatulées, longues de 9 mm pour 1,2 mm de large, villeuses à l'extérieur et glabres à l'intérieur (les poils sur les bractées sont plats et tordus à l'état sec).
Les fleurs sont sessiles.
Le calice est fendu à la base, avec des lobes de forme ovale-lancéolée, longs de 0,5–2 mm, aigus, fortement ciliés (ou glabres). 
La corolle est jaune, de forme tubulaire-infundibuliforme, densément villeuse à l'extérieur, longue de 13–16 mm, avec des lobes longs de 2-2,5 mm. 
Les étamines sont insérées à mi-hauteur du tube (et incluses dans les fleurs longistylées).
Le filet long de 0,8 mm, et des anthères obtuses longues de 2 mm. 
Le disque est annulaire, et entier. 
L'ovaire est densément villeux. 
Le style est glabre, exsert, long de 16 mm, avec deux lobes filiformes longs de 0,5 mm. 
Les fruits sont des drupes bleu vif, de forme ovoïde à ellipsoïde, plus ou moins comprimées, mesurant 5,5–7(8) × 3 mm.
Ils contiennent 2 pyrènes présentant des sillons peu profonds,.

## Répartition
Palicourea tomentosa est présent du Mexique à la Bolivie et au Brésil, mais est absent aux Antilles (sauf à Trinidad), en passant par l'Amérique centrale, la Colombie, le Venezuela, le Guyana, le Suriname, la Guyane, l'Équateur, le Pérou, et l'Argentine.

## Écologie
Palicourea tomentosa est un sous-arbrisseau commun dans le sous-bois des forêts ancienne, autour de 50–1 300 m au Venezuela.
On a recensé 15 champignons endophytes sur Palicourea tomentosa, dont Arthrinium arundinis dans ses feuilles et Fusarium proliferatum dans son bourgeon,.
Palicourea tomentosa s'installe sur un site minier abandonné en Colombie, lors des phases de succession les plus tardives (au-delà de 30 ans).
Les fleurs hétérostyles de Palicourea tomentosa sont pollinisées par les insectes (entomophilie) et d'autres animaux : elles attirent particulièrement l'abeille Trigona spinipes, mais est aussi le colibri Phaethornis striigularis et le papillon Heliconius erato venus dans le Chocó (Colombie),.
Palicourea tomentosa est butiné par les colibris dans le centre du Brésil.

## Utilisation
Les Créoles de l'Oyapock et les Wayãpi tirent le jus de ses bractées rouges gorgées de sève de Palicourea tomentosa et le versent dans le conduit auditif comme antalgique en cas de douleurs aux oreilles. 
La décoction des inflorescences sert de remède Palikur antitussif en cas de coqueluche.
Elle est aussi utilisée comme alexitère chez les Aluku, qui la considèrent aussi comme une plante magique capable d'attirer la divinité Kantaasi.
La décoction de Palicourea tomentosa est un remède des amérindiens du nord-ouest du Guyana contre la grippe, la toux et la tuberculose.
En Colombie, les Chami soignent les hémorroïdes par bain de siège de décoction de Palicourea tomentosa.
L'extrait de Palicourea tomentosa présenterait des propriétés anti-plasmodiales.
Palicourea tomentosa est utilisée pour fabriquer des talismans magiques pour avoir de la chance à la chasse.
Au Suriname on l'utilise pour soigner les maux de tête, les entorses, les rhumatismes, les douleurs musculaires et les contusions.
Les Wayana du Suriname frottent l'écorce de la tige râpée sur les éruptions cutanées (appelées poispoisi).
Cette espèce qui contient des taux élevés de DMT a été utilisée comme ingrédient de l'ayahuasca.
Les amérindiens Kuna et Ngäbe Buglé (Guaymí) du Panama emploient Palicourea tomentosa pour le traitement de la dyspnée (propriétés vasoactives).
Palicourea tomentosa fait partie des plantes employées par les guérisseurs de la région d'Antioquia et Chocó (nord-ouest de la Colombie) pour soigner les envenimations par Bothrops atrox .
L'extrait des galles de Palicourea tomentosa aurait des propriétés incesticides et antibactériennes.

## Protologue

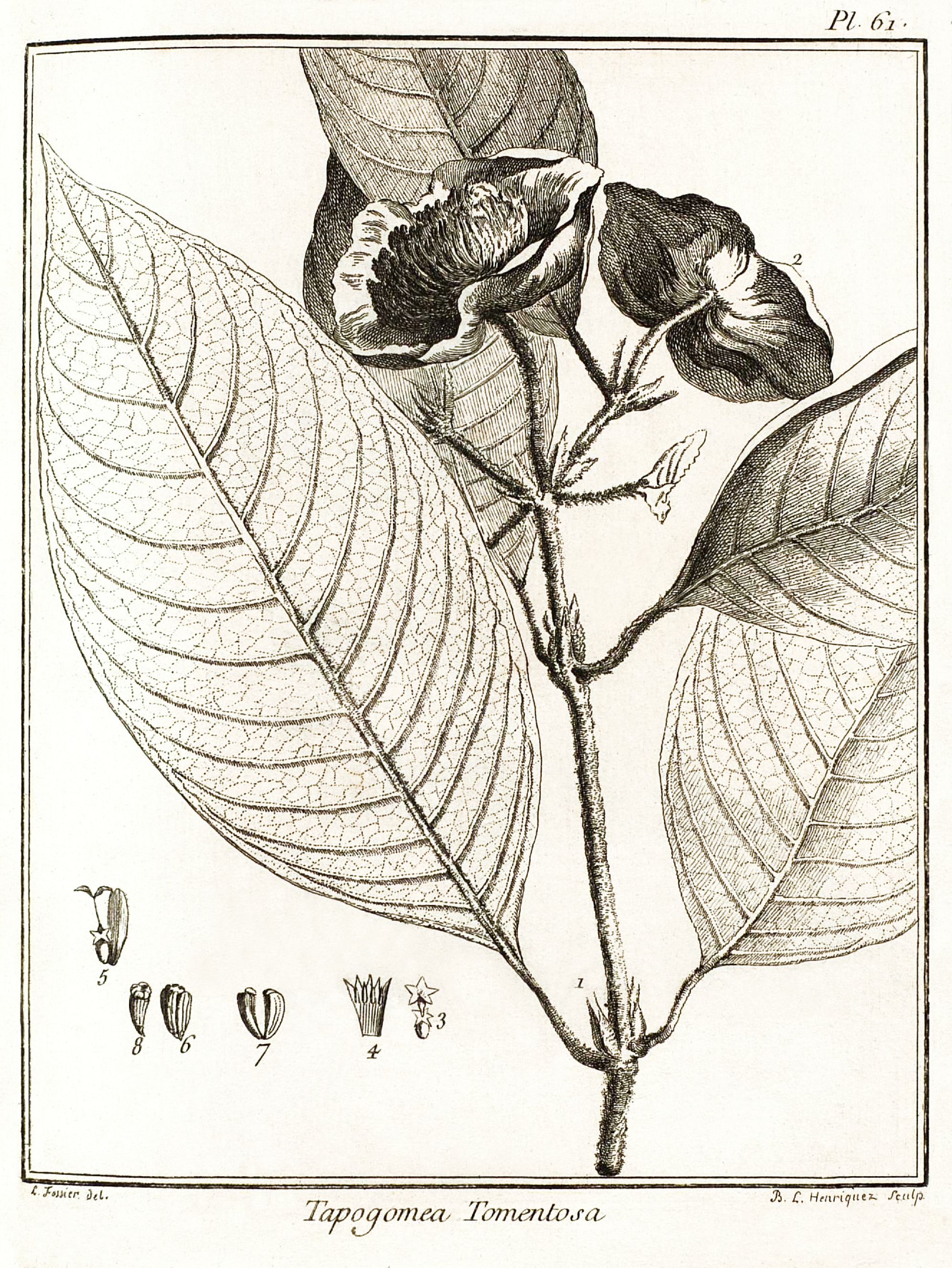
Palicourea tomentosa par Aublet (1775)
Planche 61.
1. Stipules. - 2. Fleur vue en deſſous & en dedans. - 3. Ovaire. Calice. Corolle. - 4. Corolle ouverte, étamines. - 5. Ovaire. Style. Stigmate. Une écaille. - 6. Baie. - 7. Les deux oſſelets. - 8. Oſſelet ſéparé.

En 1775, le botaniste Aublet propose le protologue suivant : 

« TAPOGOMEA (tomentoſa) floribus capitatis, involucro amplo purpureo-violaceo obvolutis. (Tabula 61.)
Fruticulus tri vel quadri-pedalis. Caulis erectus, ramoſus, nodoſus, tomentoſus. Folia ampla, ovata, acuta, villoſa, integerrima, petiolata; petiolislongis, baſi adnexis. Stipulæ amplexicaules, bilobæ, villoſæ, lobis oppoſitis, bifidis. Flores terminates, corymboſi. Involucrum amplum, patens, monophyllum, concavum, villoſum, violaceum, aut purpuræſcens. Perianthium, corolla, receptaculum, fructus ut in præcedentibus.
Floret Junio, Julio, & Auguſto.
Habitat in ſylvarum locis apertis.
Nomen Caribæum TAPOGOMO.

LE TAPOGOME velu. (Planches 61.)
La racine de cette plante eſt fibreuſe, rameuſe, & ligneuſe. elle pouſſe une tige cylindrique, velue, noueuſe, branchue, & rameuſe, haute de trois ou quatre pieds. elle eft garnie, a chaque nœud, de deux feuilles oppoſées, en croix. Celles-ci ſont entières, vertes, ovales, terminées en pointe. Les plus grandes ont huit pouces de longueur ſur quatre pouces de largeur. Elles ſont couvertes ſur les deux faces d'un léger duvet. Leur pédicule à environ deux pouces de longueur : il eſt convexe en deſſous, creuſé en gouttiere en deſſus. Les deux feuilles ſont réunies l'une à l'autre, par le moyen de deux stipules oppoſées qui font gaîne au-deſſus du nœud : chaque ſtipule ſe diviſe par le haut en deux parties droites, longues, & aiguës. 
Les fleurs naiſſent à l'extrémité des branches & des rameaux, entre deux feuilles. Elles ſont ramaſſées pluſieurs enſemble en forme de tête : celle-ci eſt enveloppée par une gaîne qui ſe partage en deux larges feuillets arrondis, pliſſés, & de couleur rouge plus ou moins foncée, ou de couleur purpurine ou bleue ſur des pieds différents. Lamas de fleurs eſt entoure de pluſieurs écailles longues, étroites, bordées de poils rougeâtres, ou purpurins, ou violets. Les fleurs ſont ſéparées les unes des autres par des écailles plus courtes, & plus étroites. 
Le calice de la fleur eſt d'une ſeule pièce, diviſé en ſon limbe en cinq petites parties aiguës. 
La corolle eſt monopétale & attachée ſur l'ovaire autour d'un Diſque ſéparé en deux portions par un ſillon ; ſon tube eſt long, évaſe vers ſon pavillon qui eſt partagé en cinq lobes aigüs. 
Les étamines ſont au nombre de cinq, placées ſur la paroi interne & moyenne du tube au-deſſous de ſes diviſions. Leur filet eſt court. L'anthère eſt longue, jaune, à deux bourſes. 
Le piſtil eſt un ovaire qui fait corps avec le calice. Il eſt couvert à ſon ſommet par un diſque, du centre duquel s'élève un style qui ſe partage en deux branches terminées par un stigmate obtus. 
L'ovaire devient une baie ſtriée, couronnée par le diſque. Big contient deux osselets appliques l'un contre l'autre. Ces oſſelets renferment chacun une amande coriace. 
On a repréſenté les fleurs & le fruit de grandeur naturelle. 
Cette plante eſt nommée TAPOGOMO par les Galibis.
Elle croît dans les grandes forêts de la Guiane, & particulièrement dans les endroits que l'on a ouverts pour faire des chemins, ou qui ſe trouvent découverts par la chute de très gros & grands arbres. Elle eſt en fleur & en fruit dans les mois de Juin, Juillet, Août & Septembre. »

— Fusée-Aublet, 1775.

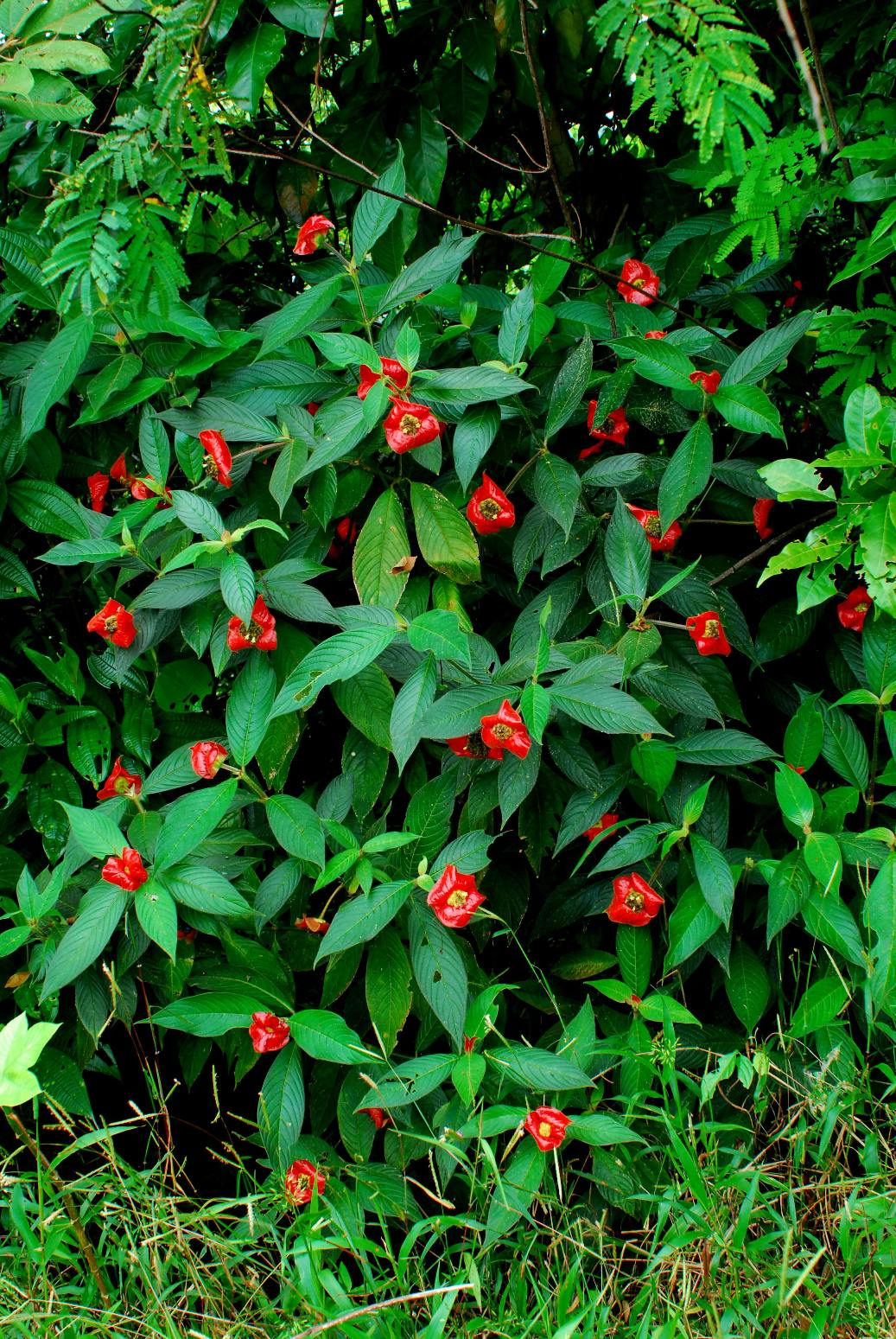
Pied de Palicourea tomentosa près de Dominical (Costa Rica)
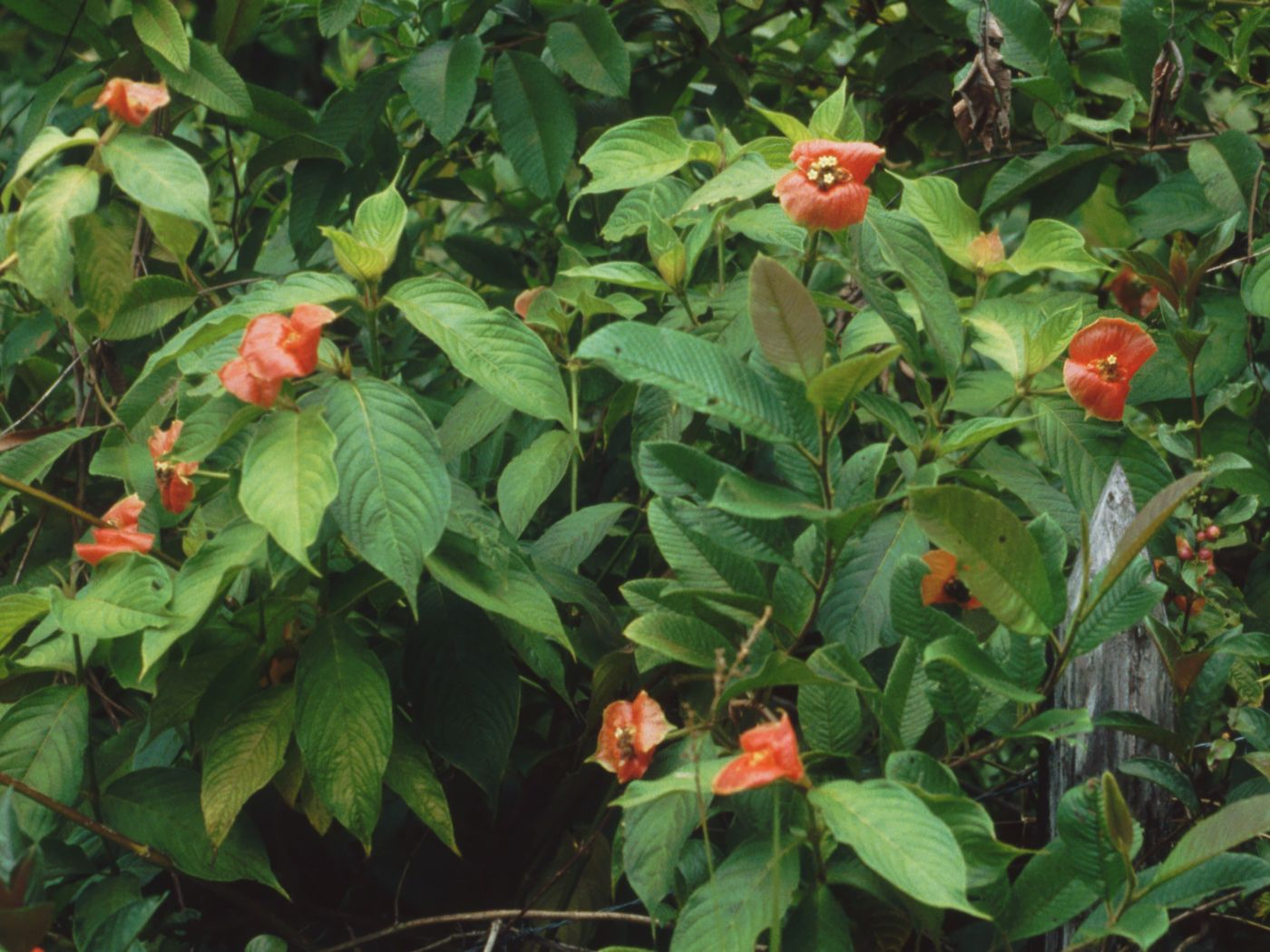
Pied de Palicourea tomentosa au Parc National Piedras Blancas (La Gamba, Puntarenas, Costa Rica)
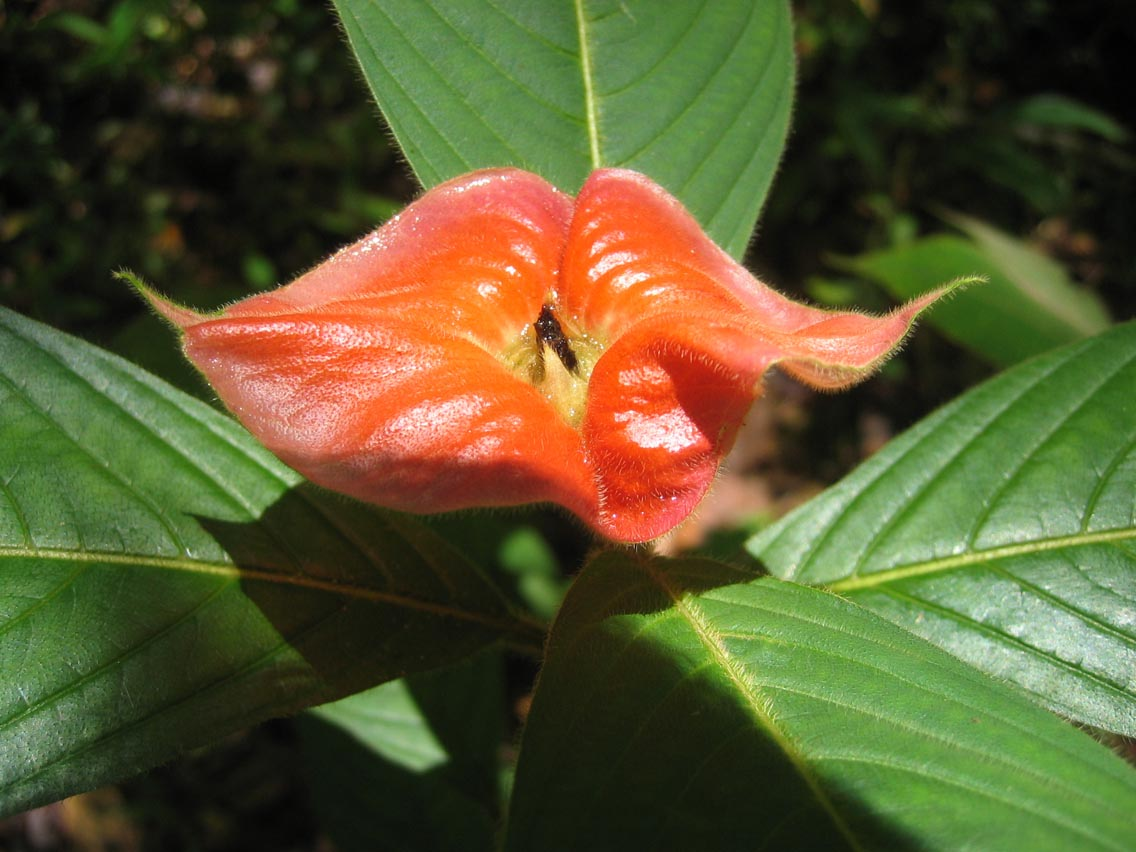
Jeune inflorescence de Palicourea tomentosa au Parque Nacional Corcovado (Costa Rica)
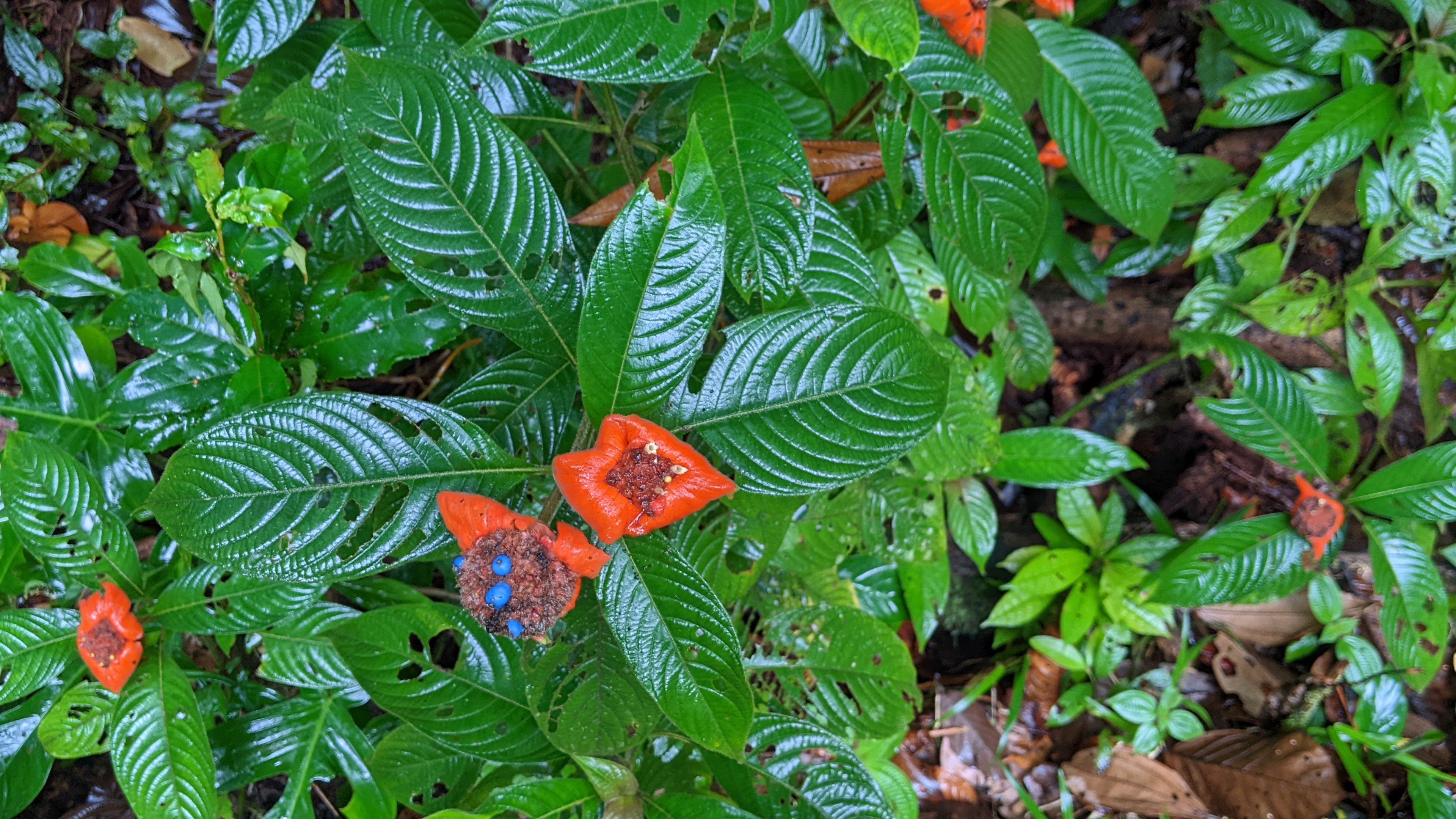
Inflorescences de Palicourea tomentosa en forêt de Tibourou (Guyane)
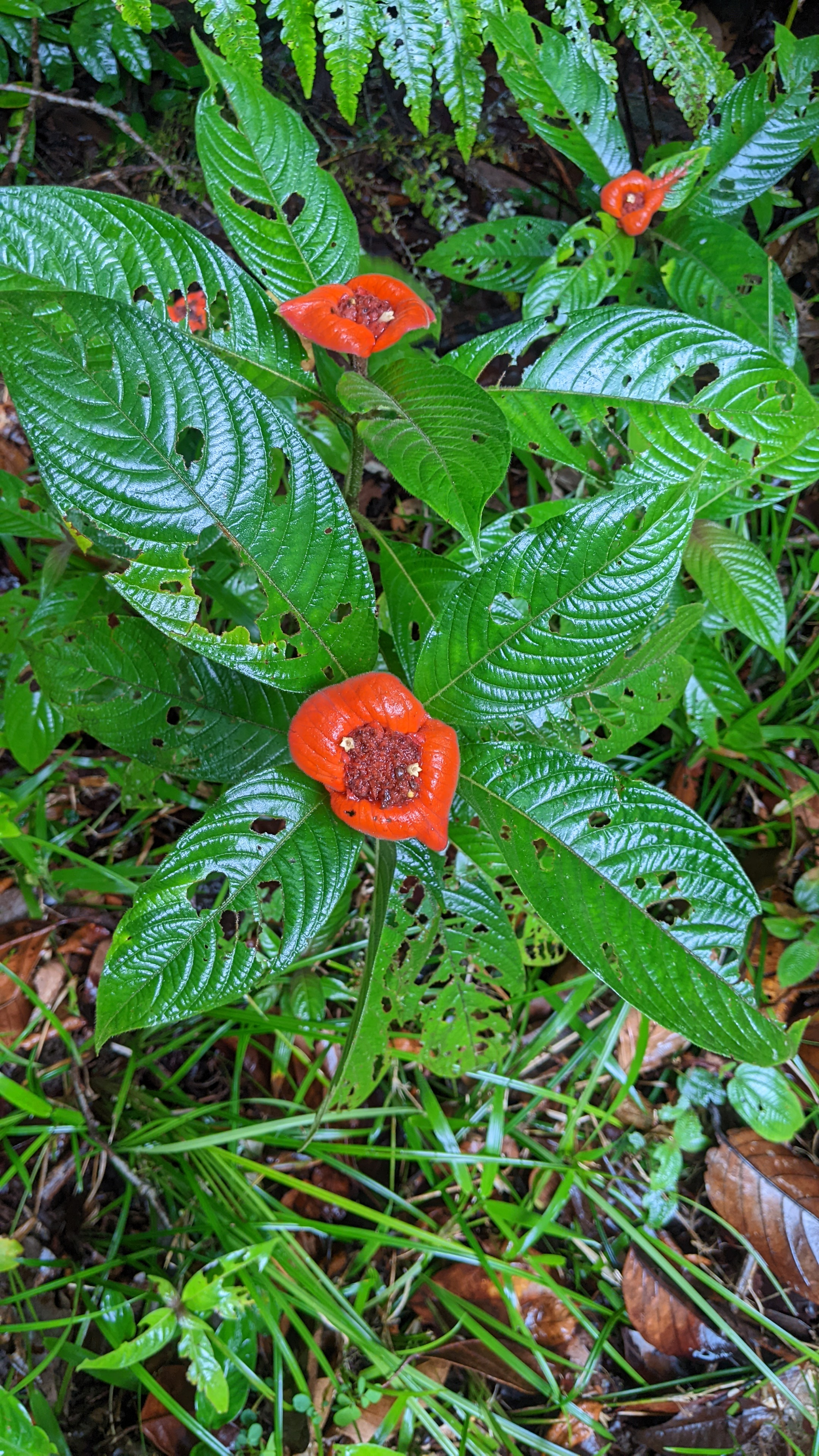
Inflorescences de Palicourea tomentosa
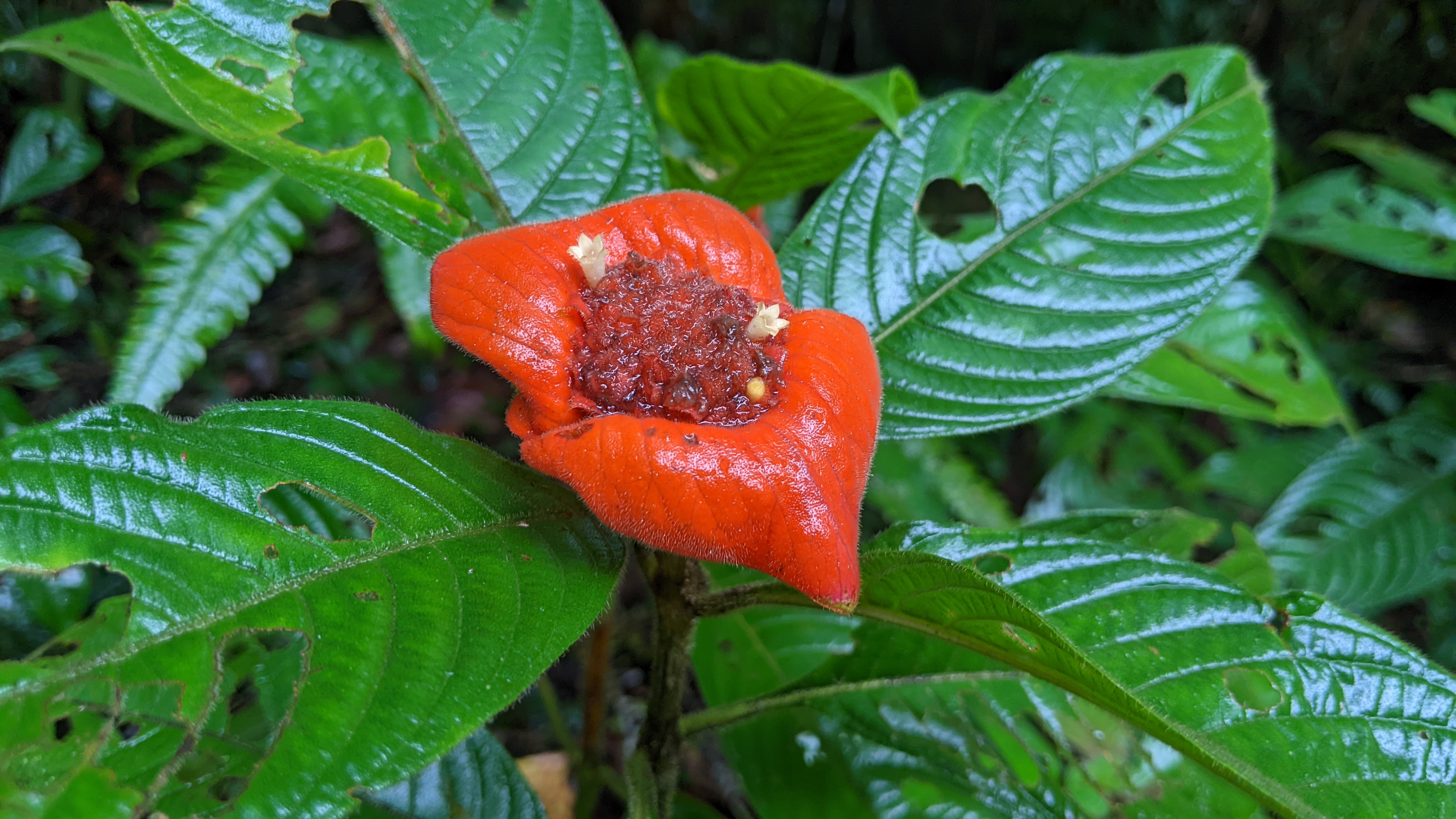
Inflorescences de Palicourea tomentosa
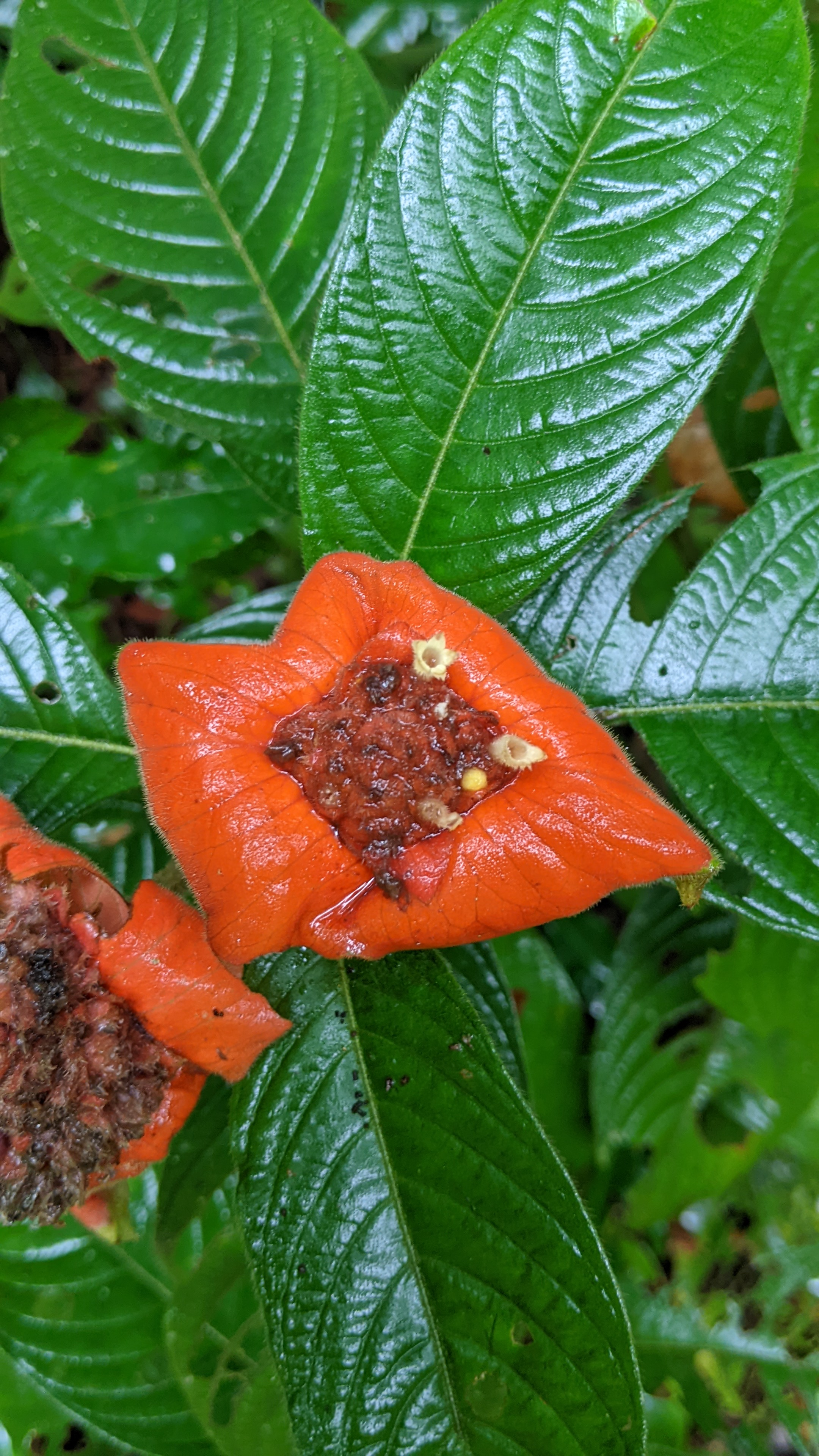
Inflorescences de Palicourea tomentosa
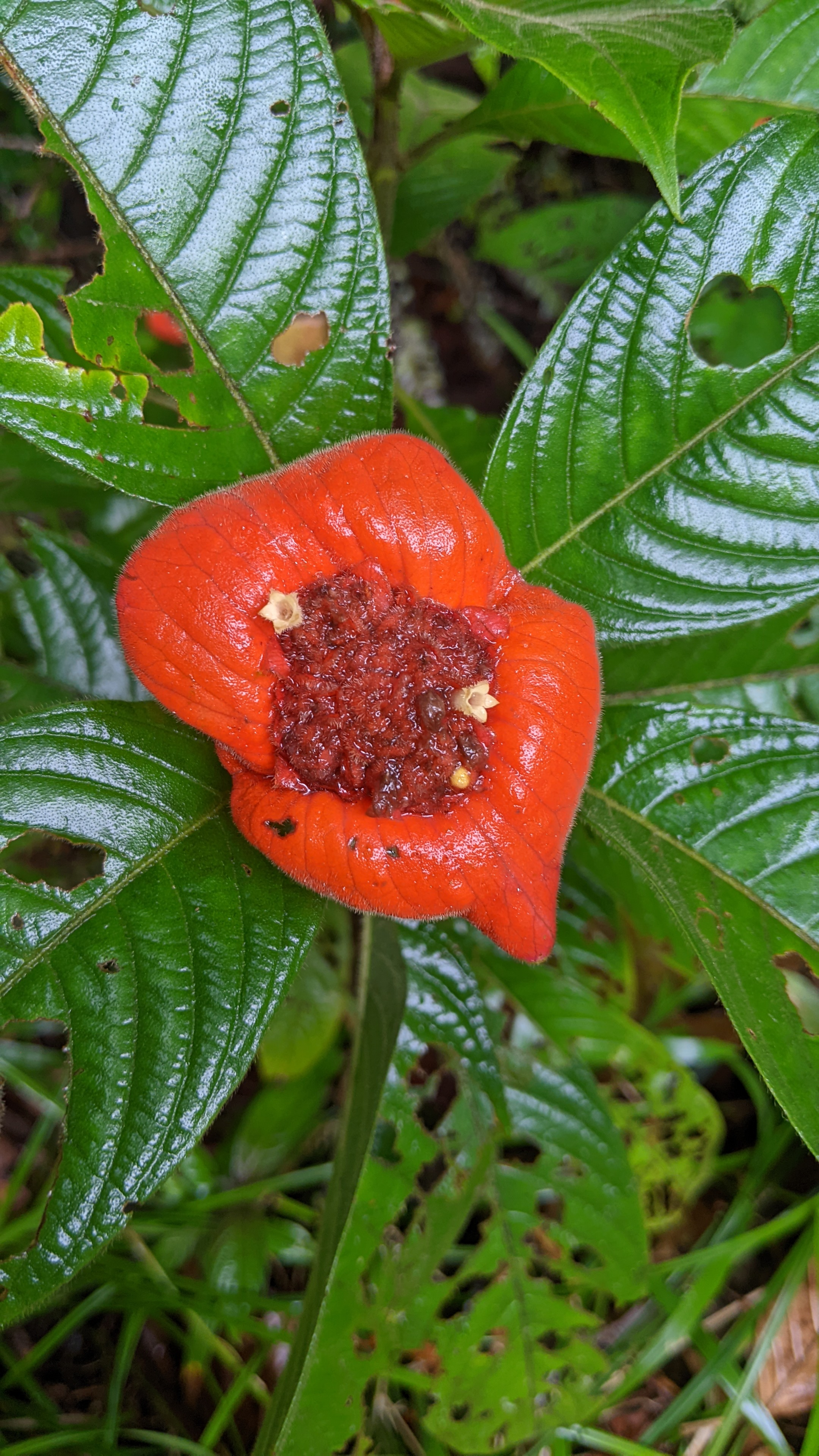
Inflorescences de Palicourea tomentosa
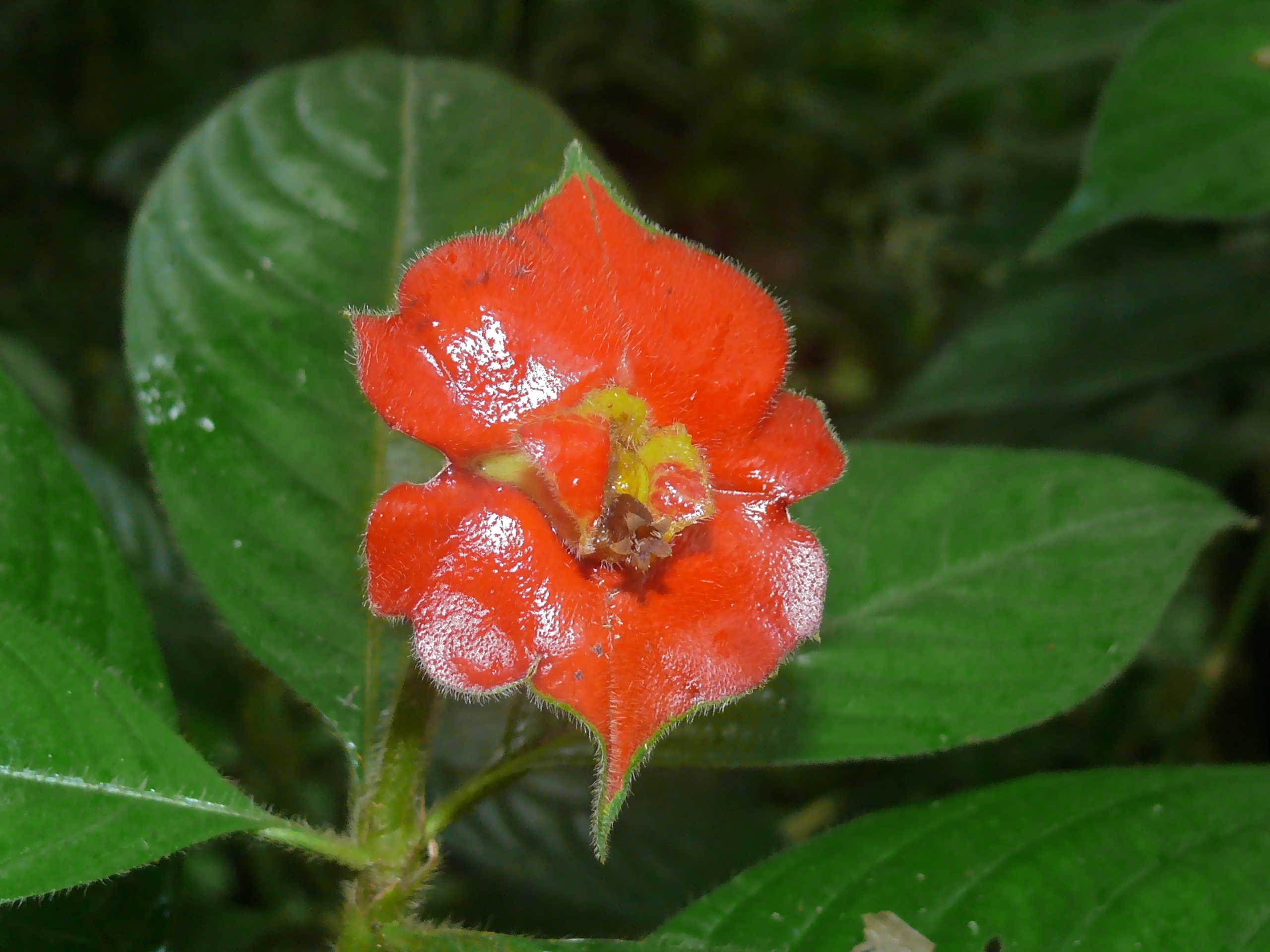
Inflorescence de Palicourea tomentosa au Cockscomb Wildlife Sanctuary (Bélize)
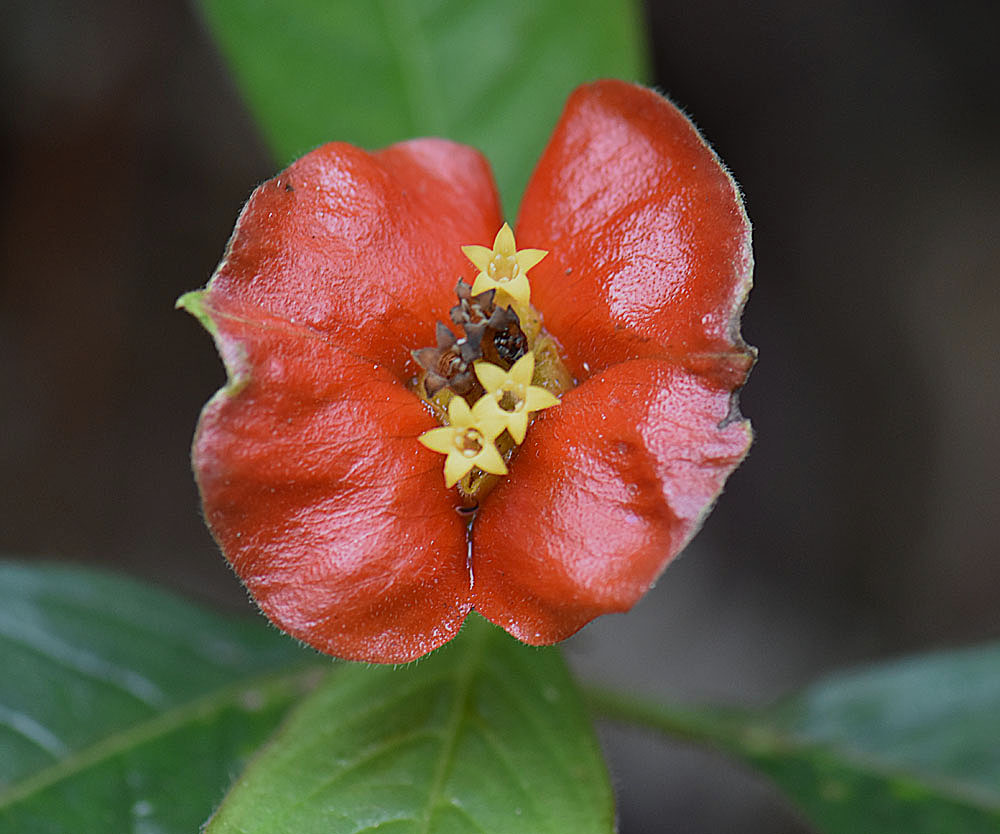
Inflorescence de Palicourea tomentosa (Hot Lips, Labios Ardientes)
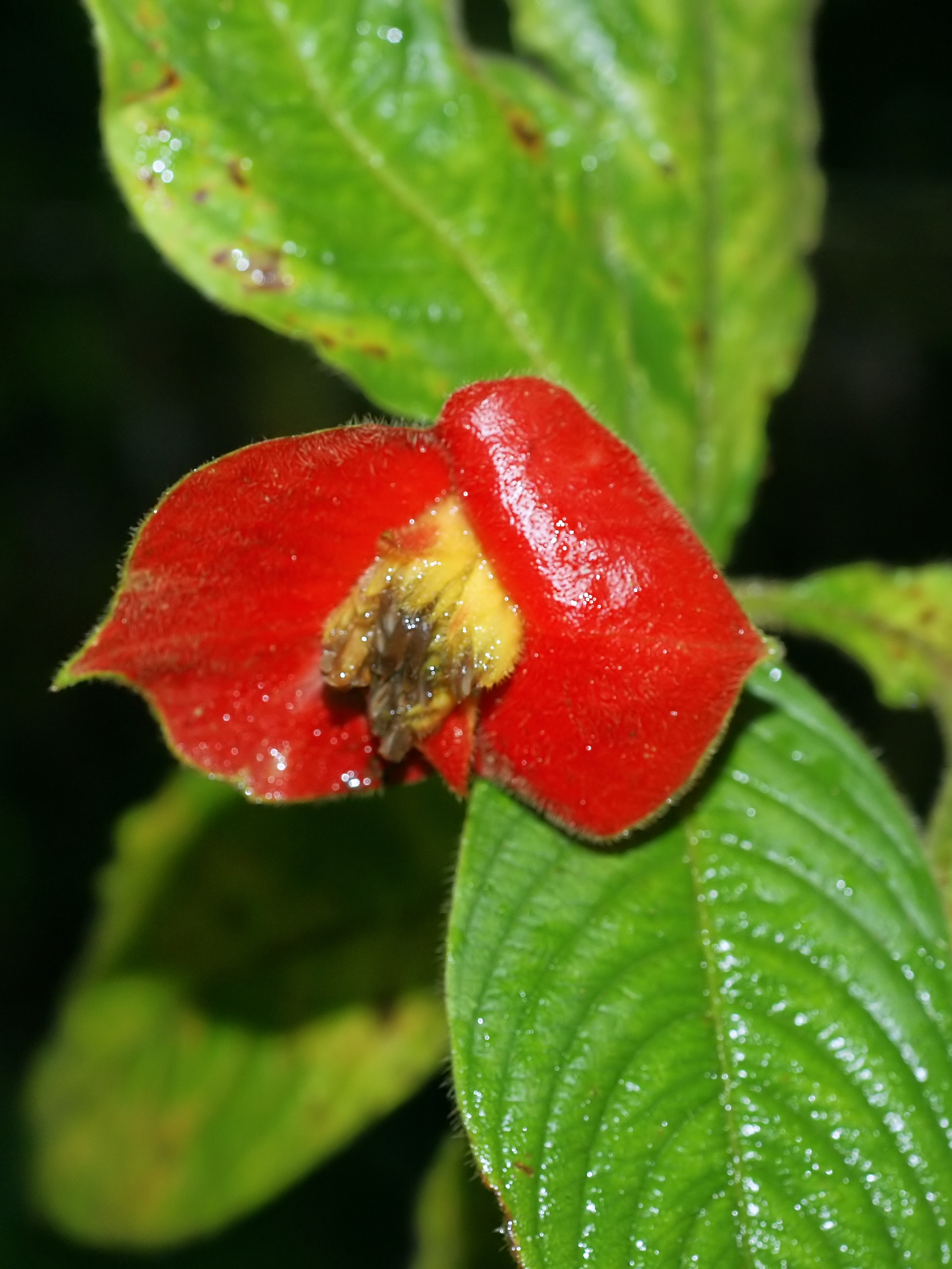
Inflorescence de Palicourea tomentosa près de Las Horquetas (es) (Costa Rica)
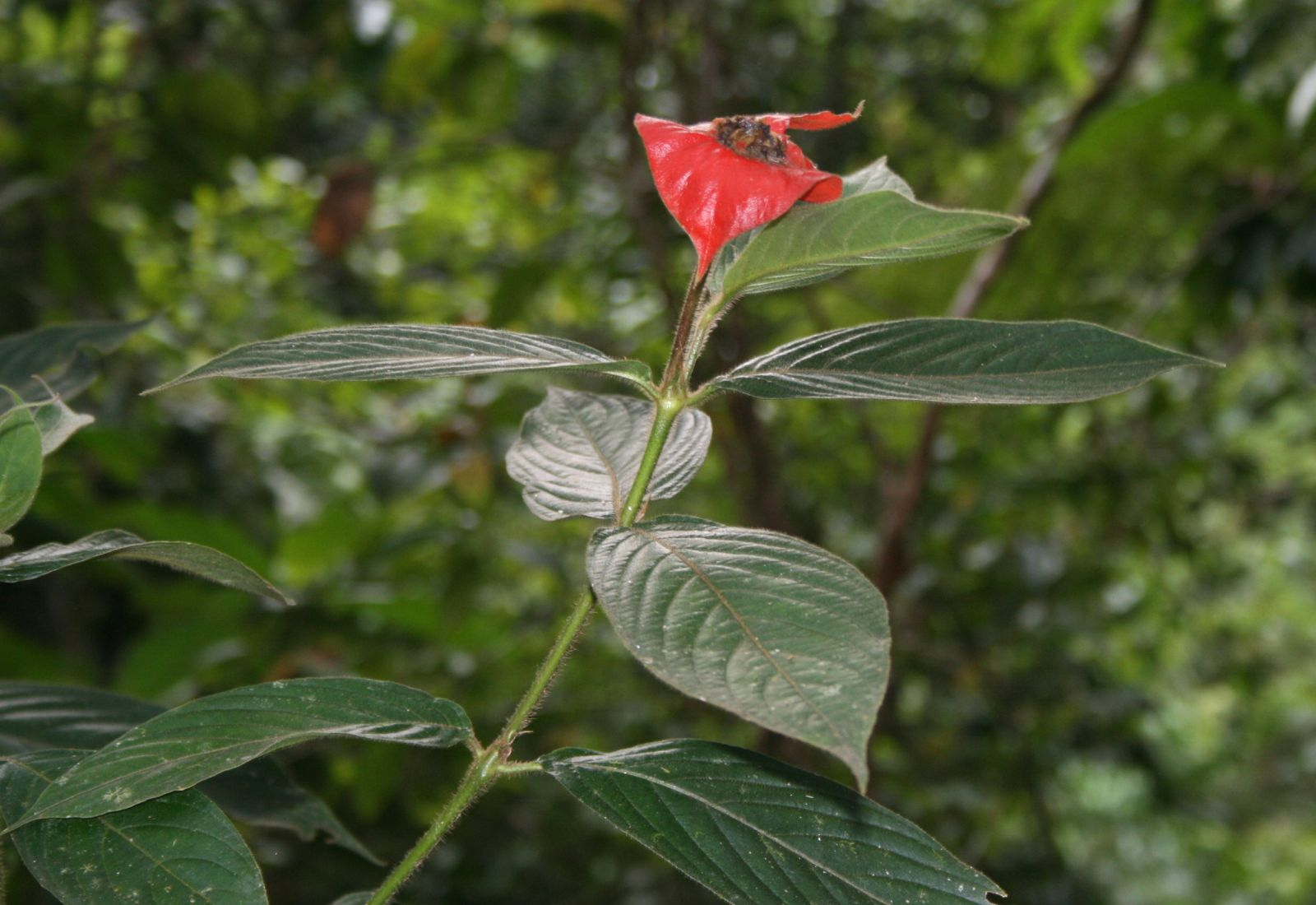
Inflorescence de Palicourea tomentosa au Nord-ouest de Golfito (La Gamba, Puntarenas, Costa Rica)
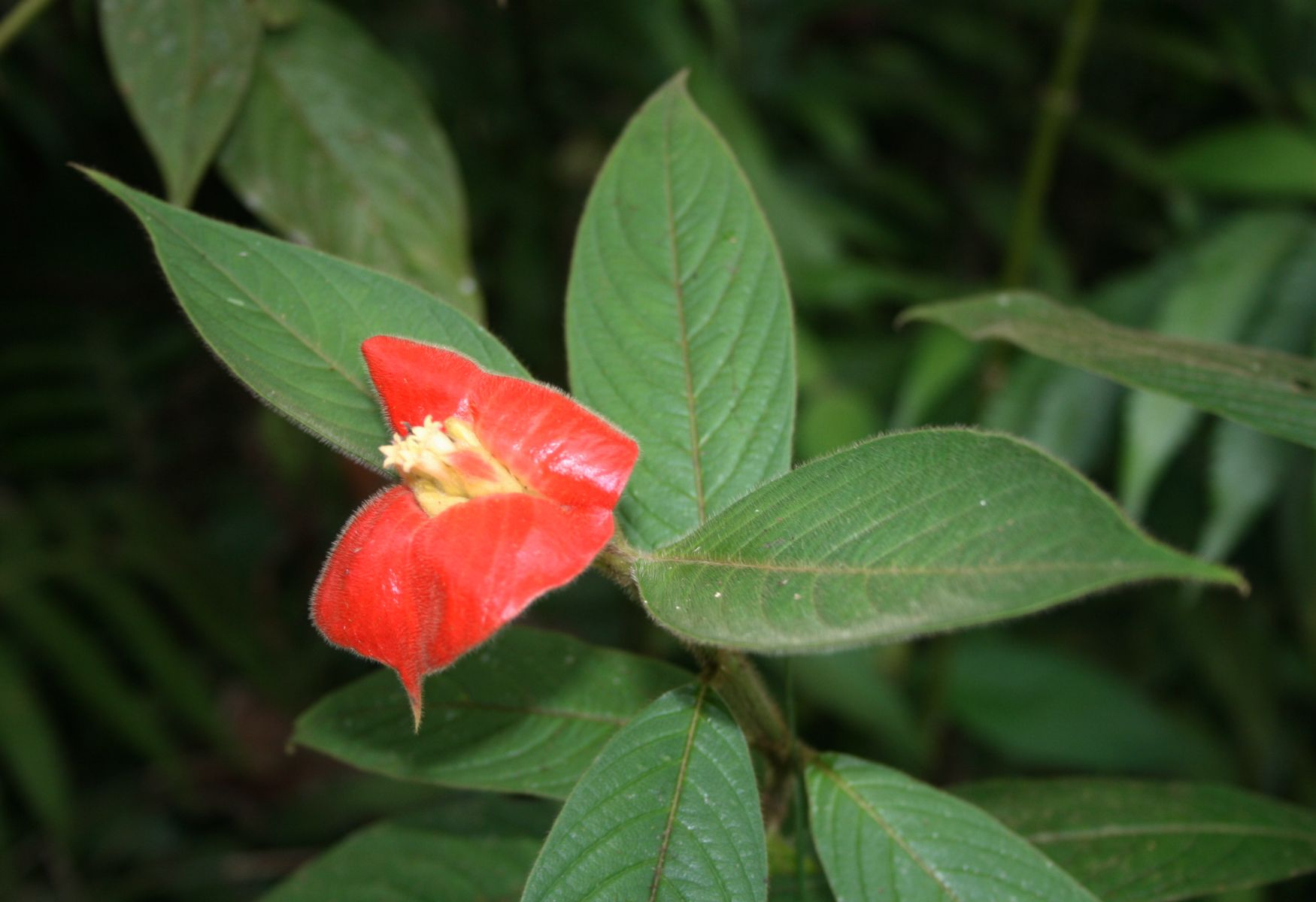
Inflorescence de Palicourea tomentosa
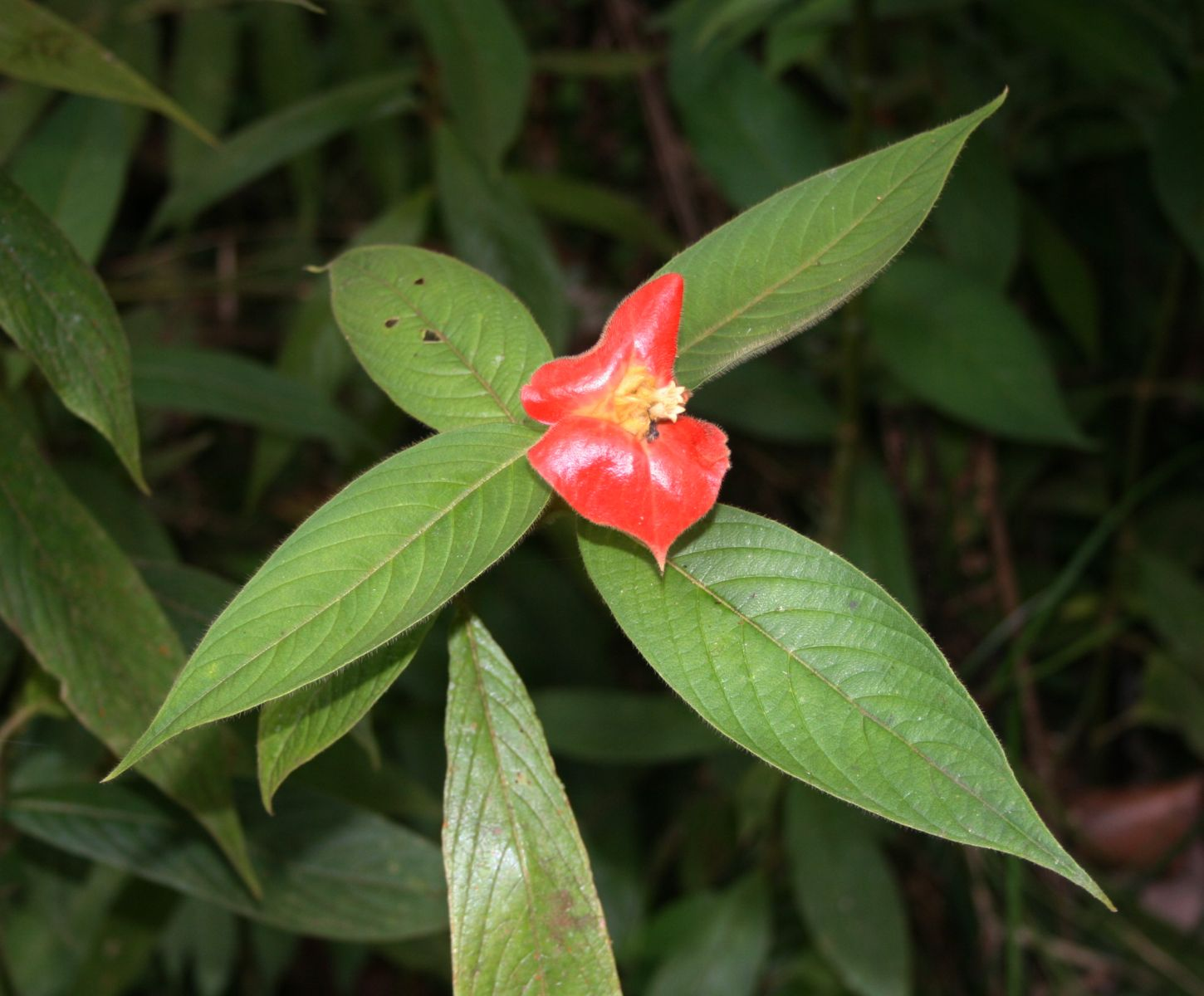
Inflorescence de Palicourea tomentosa
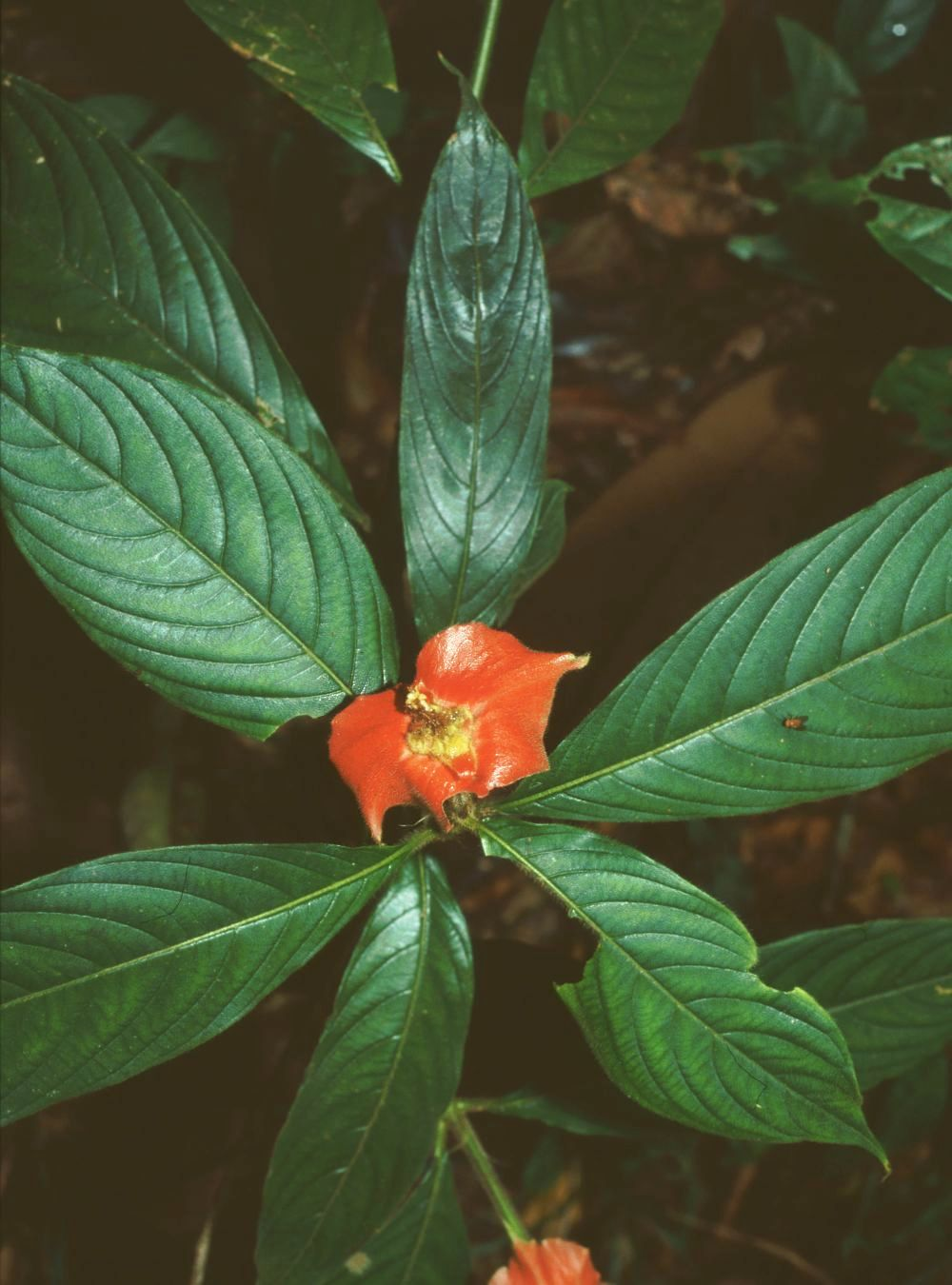
Inflorescence de Palicourea tomentosa
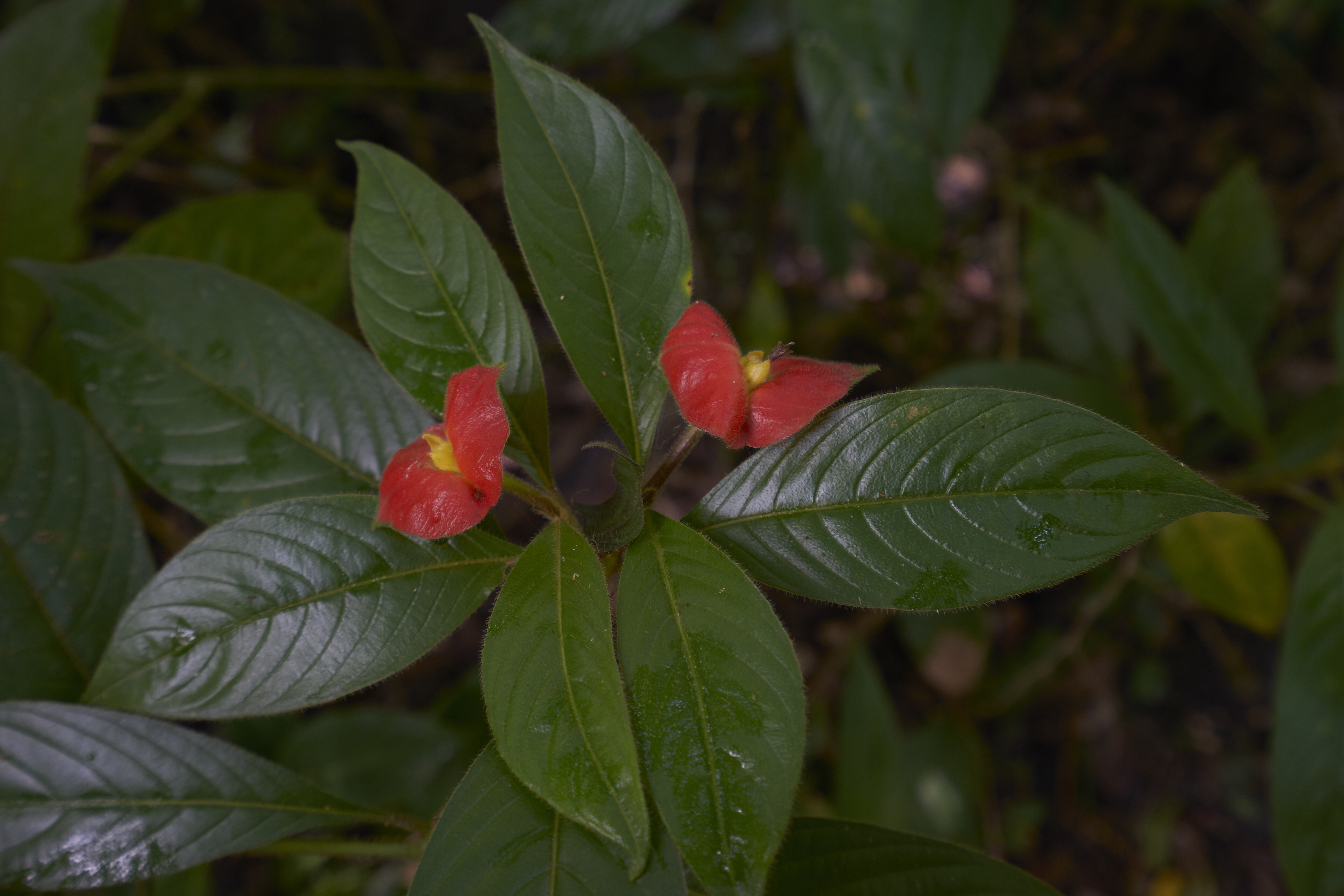
Inflorescence de Palicourea tomentosa (Bélize)
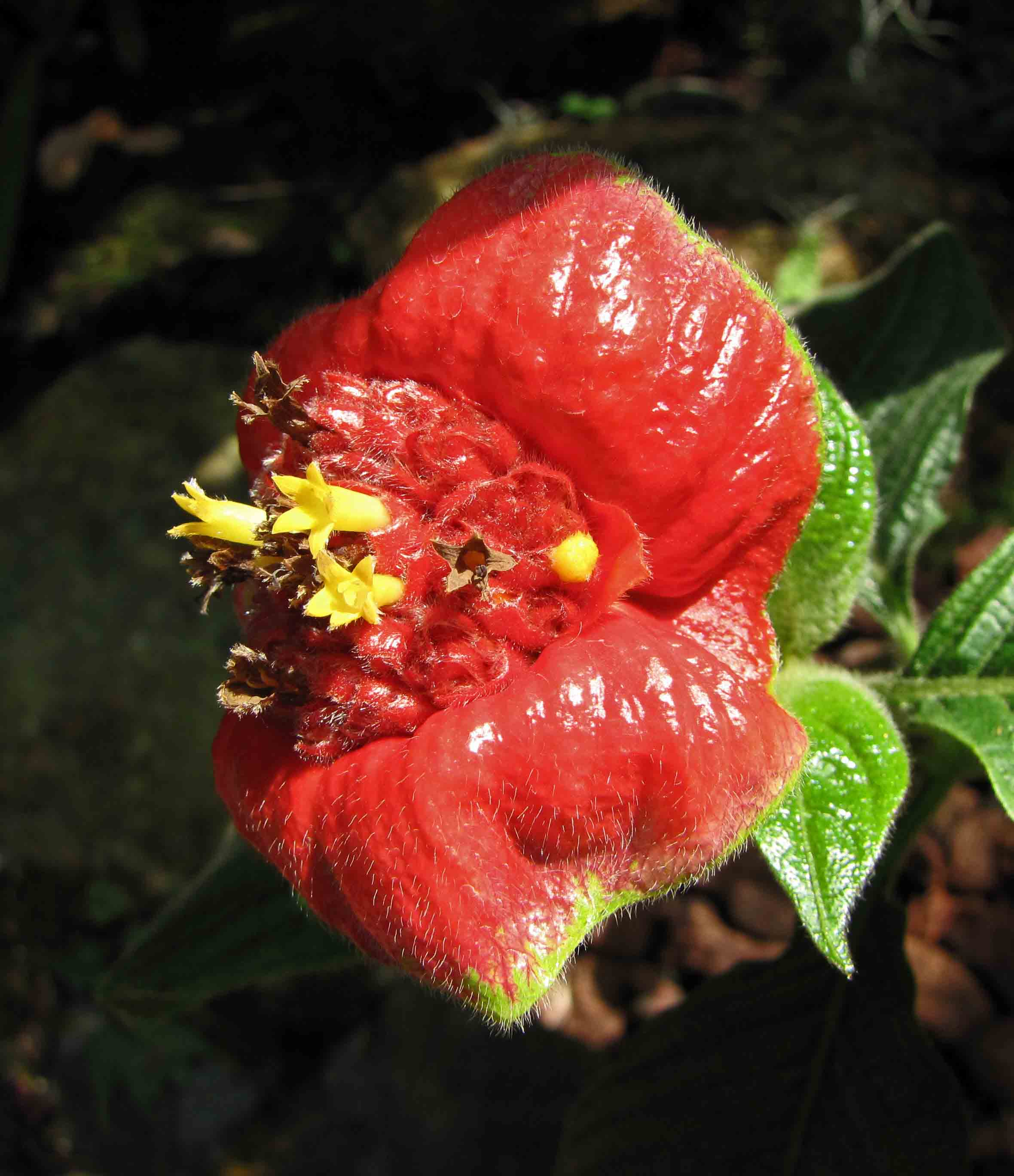
Inflorescence de Palicourea tomentosa cultivé au Jardin botanique de Kyoto (Japon)
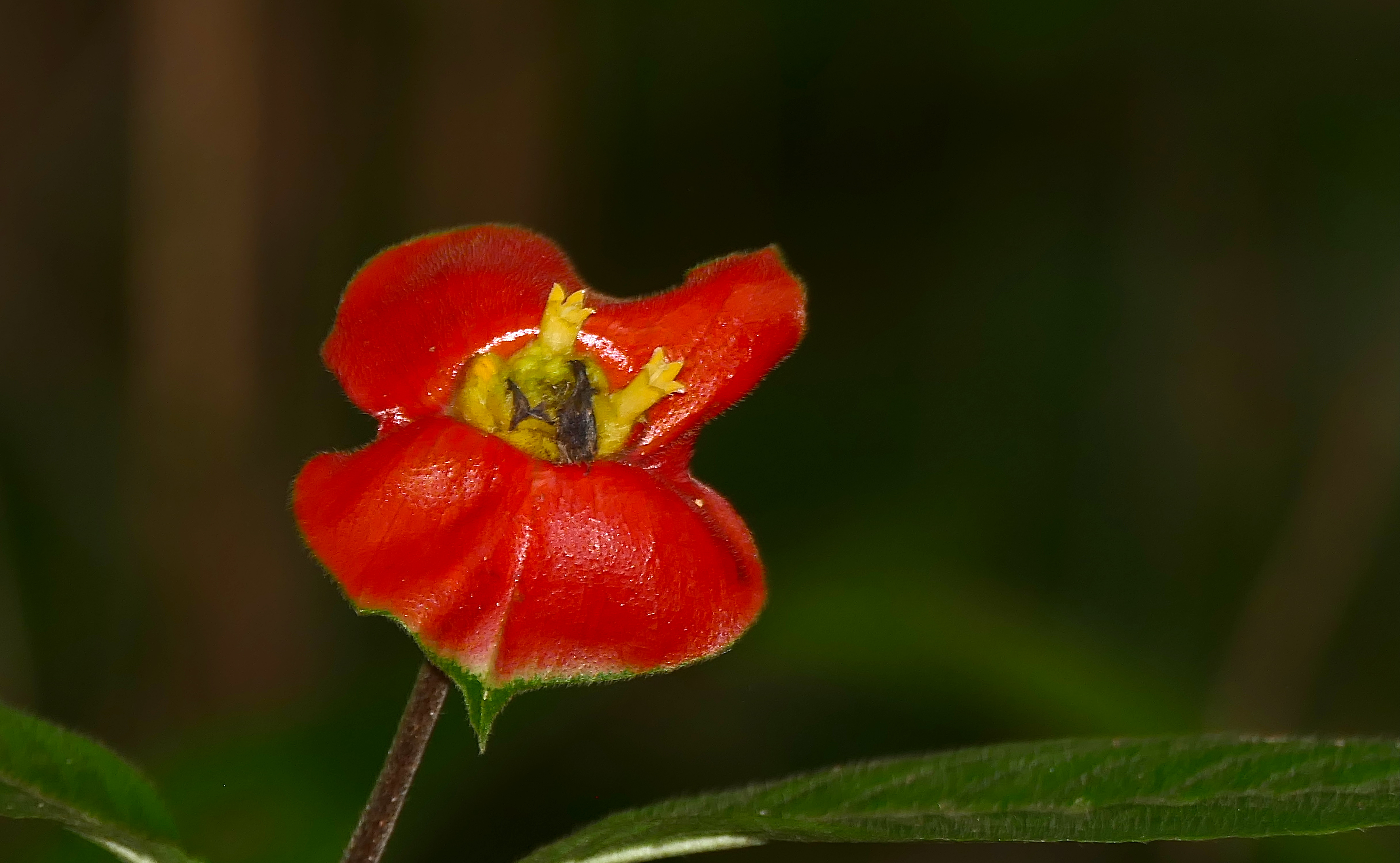
Fleurs de Palicourea tomentosa à Crique Couleuvre, Les Trois Rois (Macouria, Guyane)
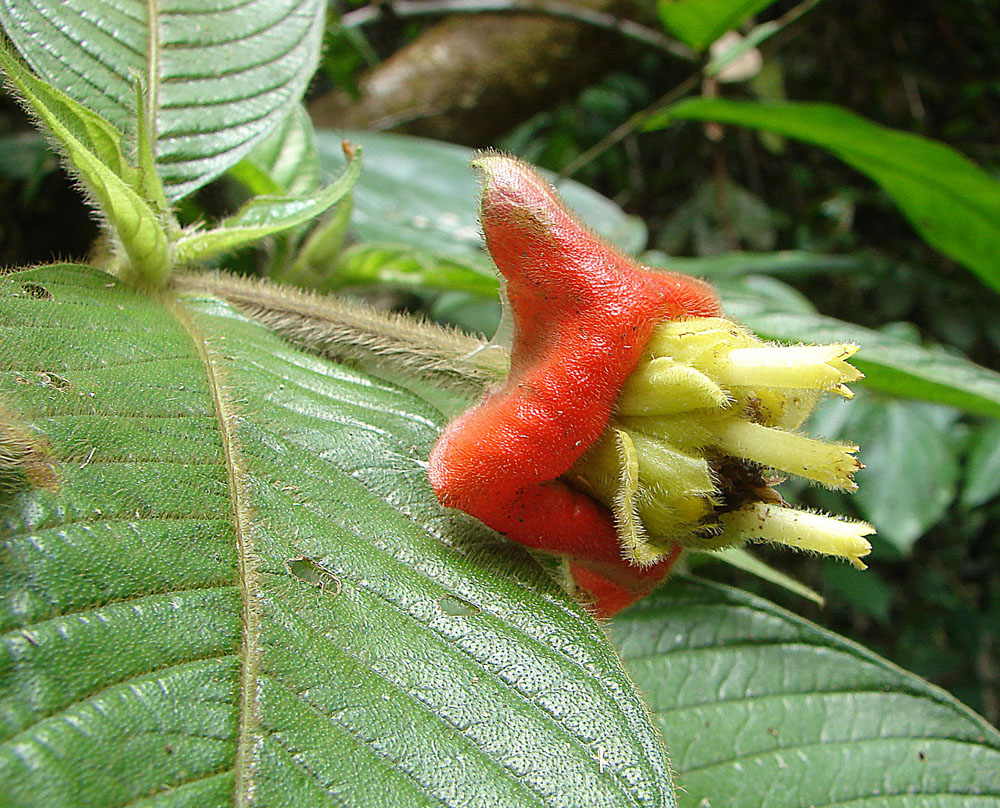
Fleurs de Palicourea tomentosa (ouest du Brésil)
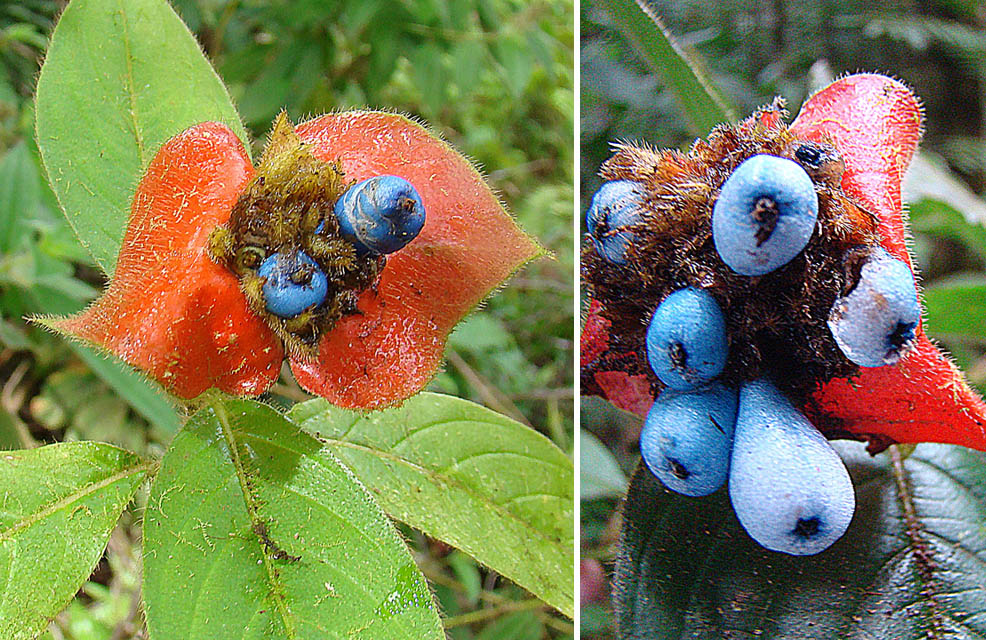
Infrutescences de Palicourea tomentosa à la Isla Bastimentos (Panama)
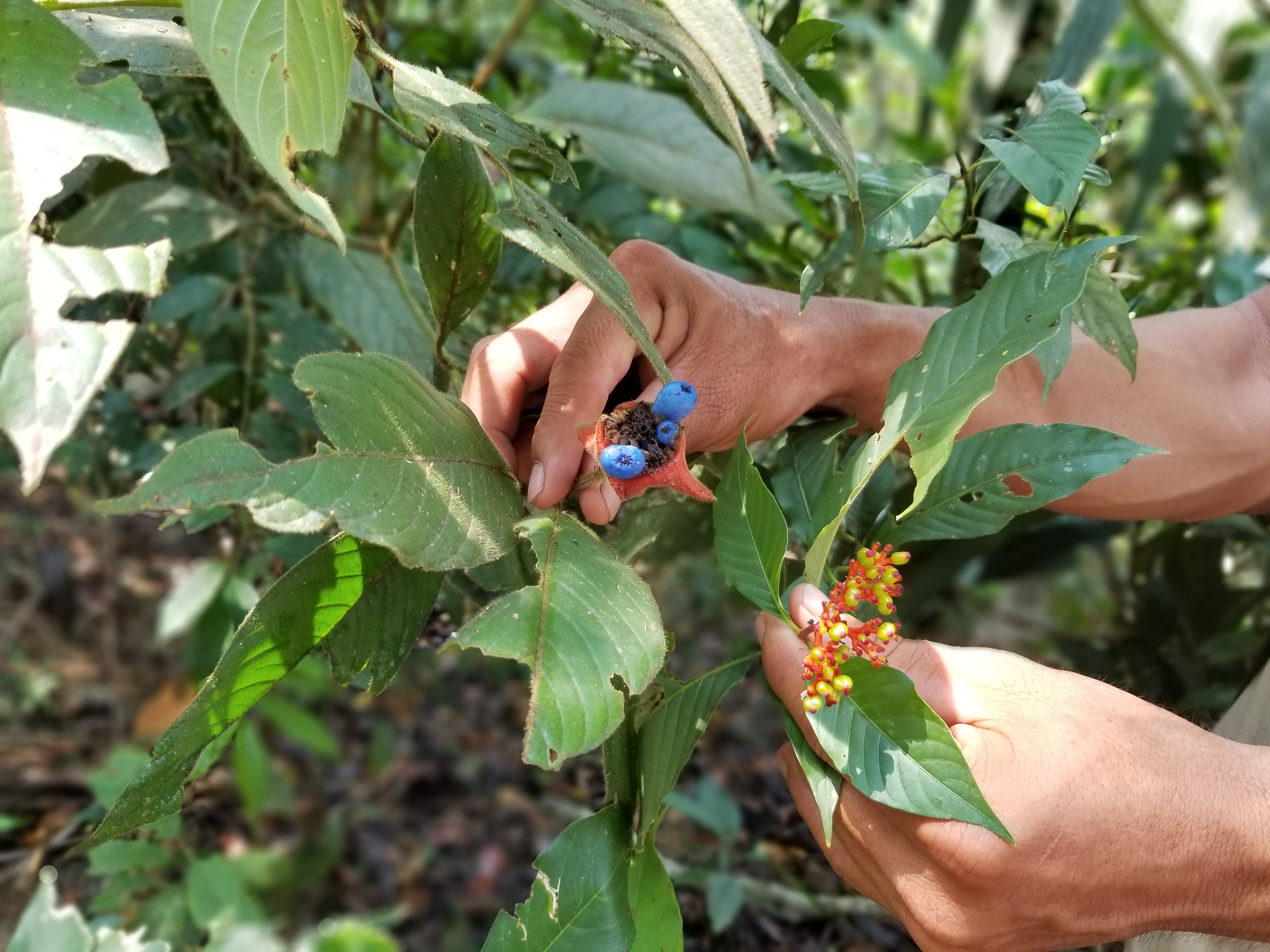
Fruits de Palicourea tomentosa (et d'un autre Palicourea) à San Roque de Cumbaza (en) (San Martín, Pérou)